# Utopia (Kerli)
Utopia è il secondo extended play della cantautrice estone Kerli. È stato pubblicato il 19 marzo 2013 dalla casa produttrice The Island Def Jam Music Group. Uscito cinque anni dopo l'album di debutto Love Is Dead, Utopia doveva inizialmente essere il secondo album ufficiale della cantante. In contrasto con toni cupi e le sonorità pop rock di Love Is Dead, Utopia è caratterizzato da atmosfere solari e influenze dance ed elettroniche.
L'EP è stato prodotto dal duo svedese SeventyEight e dal produttore svedese Switch. Da Utopia è stato estratto il singolo The Lucky Ones, mentre i singoli promozionali Army Of Love e Zero Gravity, pubblicati rispettivamente nel 2010 e nel 2012, non sono stati inclusi nell'EP.

## Tracce
Edizione standard
1. Can't Control the Kids – 3:08 (Kerli Kõiv, SeventyEight)
2. The Lucky Ones – 3:54 (Kerli Kõiv, SeventyEight)
3. Love Me or Leave Me – 4:10 (Kerli Kõiv, SeventyEight)
4. Sugar – 3:26 (Kerli Kõiv, Switch, Danny Taylor)
5. Here and Now – 3:49 (Kerli Kõiv, SeventyEight)
6. Chemical – 2:47 (Kerli Kõiv)

Bonus track
1. The Lucky Ones (feat. Syn Col) – 3:07 (Kerli Kõiv, SeventyEight)